# New York City Serenade (Bruce Springsteen)
New York City Serenade è una canzone del cantautore statunitense Bruce Springsteen, pubblicata nel 1973 sul suo album The Wild, the Innocent & the E Street Shuffle.

## Storia
Traccia di chiusura del secondo album di Springsteen, New York City Serenade è una lunga ballata di quasi dieci minuti che deriva da una precedente canzone intitolata New York Song, suonata dal vivo in alcune occasioni nella primavera del 1973. Springsteen la combinò con Vibes Man, incisa nel 1972 in alcuni provini ma mai eseguita dal vivo. La canzone fu incisa tra il giugno e il settembre del 1973 con l'importante contributo di David Sancious, tastierista appena rientrato nel gruppo di accompagnamento di Springsteen e a cui si deve, oltre all'introduzione pianistica, anche l'arrangiamento degli archi. La cultura musicale di Sancious, il più dotato tecnicamente tra i collaboratori di Springsteen dell'epoca, portò nella musica accenni di jazz e di musica classica.
New York City Serenade fu parte integrante della scaletta dei concerti fino all'agosto del 1975 quando fu esclusa per lasciare spazio alle nuove canzoni dell'album Born to Run. Fu eseguita nuovamente solo nel 1999 in alcune date del Reunion Tour e saltuariamente negli anni successivi pur essendo uno dei brani maggiormente richiesti dai fan. Nel 2013, durante un concerto all'Ippodromo delle Capannelle di Roma, fu eseguita con l'accompagnamento di una sezione di violini dell'Orchestra Roma Sinfonietta, formazione che collaborava stabilmente con Ennio Morricone. Il video dell'esibizione fu reso disponibile sul canale You Tube di Springsteen e nel 2015 la registrazione del concerto fu una delle prime pubblicate nell'ambito dell'iniziativa Bruce Springsteen Archive Series sul sito ufficiale del cantautore.

## La canzone
Considerata, insieme a Incident on 57th Street, una sorta di versione springsteeniana di West Side Story, la canzone è ambientata nell'atmosfera notturna della New York dei bassifondi, popolata da alcuni dei pittoreschi personaggi tipici della prima produzione del cantautore: Billy con la sua Cadillac e la sua amante Diamond Jackie che si aggirano per Manhattan a mezzanotte, Fish lady, la prostituta che il protagonista cerca di redimere, il vibrafonista jazz che intona una serenata suonando su un bidone dei rifiuti, il robivecchi vestito di raso. La canzone non racconta una storia, ma è principalmente costituita da istantanee che rappresentano l'immagine che di New York ha un ragazzo di provincia al suo primo impatto con la grande metropoli. Per Springsteen la canzone rappresentava «la mia storia romantica su New York, il luogo che costituiva la mia via di fuga dall'angusta provincia del New Jersey da quando avevo sedici anni.»
Musicalmente il brano inizia con una lunga introduzione pianistica in cui Sancious mescola momenti jazz e classici, in un mix tra Čajkovskij e Charles Mingus, si trasforma in una ballata in cui dominano la chitarra acustica di Springsteen e quindi gli archi, con intermezzi gospel, e culmina nel crescendo finale in cui sono protagonisti il pianoforte di Sancious e il sassofono di Clarence Clemons.

## Discografia
- 1973 – Bruce Springsteen, The Wild, the Innocent & the E Street Shuffle, LP, Columbia Records KC 32432